# Picumne de d'Orbigny
Picumnus dorbignyanus
Espèce
Statut de conservation UICN

 LC  : Préoccupation mineure
Synonymes
- Picumnus dorbygnianus

Le Picumne de d'Orbigny, Picumnus dorbignyanus, est une espèce d'oiseaux de la famille des Picidae (sous-famille des Picumninae), endémique de la zone néotropicale (Argentine, Bolivie et Pérou).
Son nom scientifique et son nom normalisé français commémorent le naturaliste français Alcide d'Orbigny (1802-1857).

## Liste des sous-espèces
- Picumnus dorbignyanus dorbignyanus Lafresnaye, 1845
- Picumnus dorbygnianus jelskii Taczanowski, 1882